# Paula Broadwell
Pour les articles homonymes, voir Broadwell.
Paula Dean Broadwell (née Kranz; née le 9 novembre 1972) est une journaliste d'investigation, chercheuse et ancien officier de l'armée américaine. Elle a servi l'armée en tant que réserviste et que militaire active pendant plus de 20 ans et dans plus de 70 pays.  En 2012, elle a coécrit avec Vernon Loeb une biographie de David Petraeus, à l'époque commandant de Force Internationale d'Assistance et de Sécurité : All In: The Education of General David Petraeus,. Elle est la cofondatrice et codirigeante de la Think Broader Foundation, une agence de communication qui a vocation à régler les préjugés de genre dans les médias et la société.

## Enfance et éducation
Née Paula Kranz à Bismarck (Dakota du Nord), elle a suivi des cours à Century High School, où elle devient reine de promotion, Valedictorian de la promotion 1991, et joueuse de basketball dans l'équipe de l'État. Son père était un professeur de lycée, coach, et propriétaire d'un élevage bovin à succès. En 2006, elle rejoint le Century High School Hall of Fame.
Broadwell termine ses études à l'Académie Militaire de Westpoint en 1995 avec un Baccalauréat Universitaire en Sciences d'Ingénierie et de Géographie Politique,. Elle obtient ensuite un Master of Arts en sécurité internationale de l'École des études internationales Josef Korbel de l'Université de Denver en 2006,. En 2008, elle obtient une maîtrise en administration publique à la John F. Kennedy School of Government de l'université Harvard en 2008,,. Broadwell était chercheuse du centre de l'administration publique de la Kennedy School, membre du conseil des affaires étrangères, titulaire d'une distinction de Jeune Dirigeante à la Fondation France-Amérique et au Conseil américain d'Allemagne, et une finaliste du programme national White House Fellows,. En 2006, elle est élue comme déléguée des élèves de Harvard auprès de l'Academy of Achievement. Pendant ce temps, elle travaille aussi en tant que directrice par intérim du Jebsen Center on Counter-Terrorism de la Fletcher School de Tufts University. En 2008, elle rejoint l'école doctorale du Department of War Studies du King's College de Londres. En février 2014, Broadwell était dans la liste des "anciens élèves", probablement sans avoir obtenu son doctorat. Son directeur de thèse au King's College était Lawrence Freedman.

## Carrière
Broadwell a servi dans l'United States Army et l'Armée de réserve des États-Unis en tant qu'officière de renseignement militaire sur quatre continents différents, se spécialisant dans la guerre électronique, l'exploitation de documents, l'analyse et les opérations anti-terroristes et les renseignements humains. Elle devient lieutenant colonel de l'Armée de réserve en août 2012. En février 2013, un rapport établit que l'armée a révoqué la promotion de Broadwell au rang de lieutenant colonel : elle est considérée comme inéligible à la promotion en raison de l'enquête en cours au sujet de l'affaire Petraeus. Le rapport indique également qu'elle ne sera pas éligible au rang de lieutenant colonel tant que l'investigation n'est pas terminée.
Broadwell dépose une candidature auprès du FBI en 2001, et remplit les critères académiques, l'examen du polygraphe, et l'expérience personnelle demandée. Un agent du FBI à la retraite semble suggérer dansThe Daily Beast que le FBI était très impressionné par ses qualifications et son expérience. Le FBI lui propose un emploi, mais Broadwell décide de refuser et d'aller étudier à l'Université Harvard.
Broadwell rencontre Petraeus en 2006 lors d'une présentation qu'il fait à la Kennedy School of Government de Harvard. À l'époque, elle est étudiante en Master à l'Université de Denver. D'après The Charlotte Observer, elle va le voir après sa présentation et lui parle de ses recherches. Il lui donne sa carte de visite et propose de l'aider. Elle commence donc un article de recherche qui inclut une étude de cas sur son commandement, avec la coopération inconditionnelle de Petraeus. Broadwell coécrit ensuite une biographie de Petraeus, All In: The Education of General David Petraeus, avec Vernon Loeb et la publie en janvier 2012. L'écrivain Joshua Foust a remis en question la description que fait Broadwell de la destruction du village Afghan de Khosrow Sofla par l'armée américaine. Des soldats et officiers l'ont défendue et ont souligné l'hostilité sans cause apparente de Foust vis-à-vis de Broadwell,.
Broadwell était directrice associée du Jebsen Center for Counter-Terrorism Studies à la Fletcher School of Law and Diplomacy de l'Université Tufts.  Elle a aussi travaillé avec la FBI Joint Terrorism Task Force.
Broadwell a écrit pour le New York Times, CNN Security Blog, et le Boston Globe, en plus d'avoir publié plusieurs chapitres de livres,,.
En juin 2009 et juin 2011, Broadwell a participé à des réunions sur la politique Afghanistan-Pakistan dans le Bâtiment du bureau exécutif Eisenhower, qui fait partie des locaux de la Maison Blanche.

## Vie personnelle

### Couple et famille
Paula est la femme du docteur Scott Broadwell, un radiologue interventionnel diplômé de la George Washington University School of Medicine en 1996. Ils habitent à Charlotte (Caroline du Nord), et ont deux jeunes fils.
Le couple s'est rencontré en 2000, alors qu'ils officiaient tous les deux dans la patrouille nationale de ski américaine. À l'époque, Scott Broadwell était un médecin et commandant de la clinique militaire de Mannheim en Allemagne, et Kranz était en mission de renseignements. Ils se marient au château de Heidelberg, devant le lieutenant-colonel Ronald Leininger, pasteur militaire.

### Affaire Petraeus

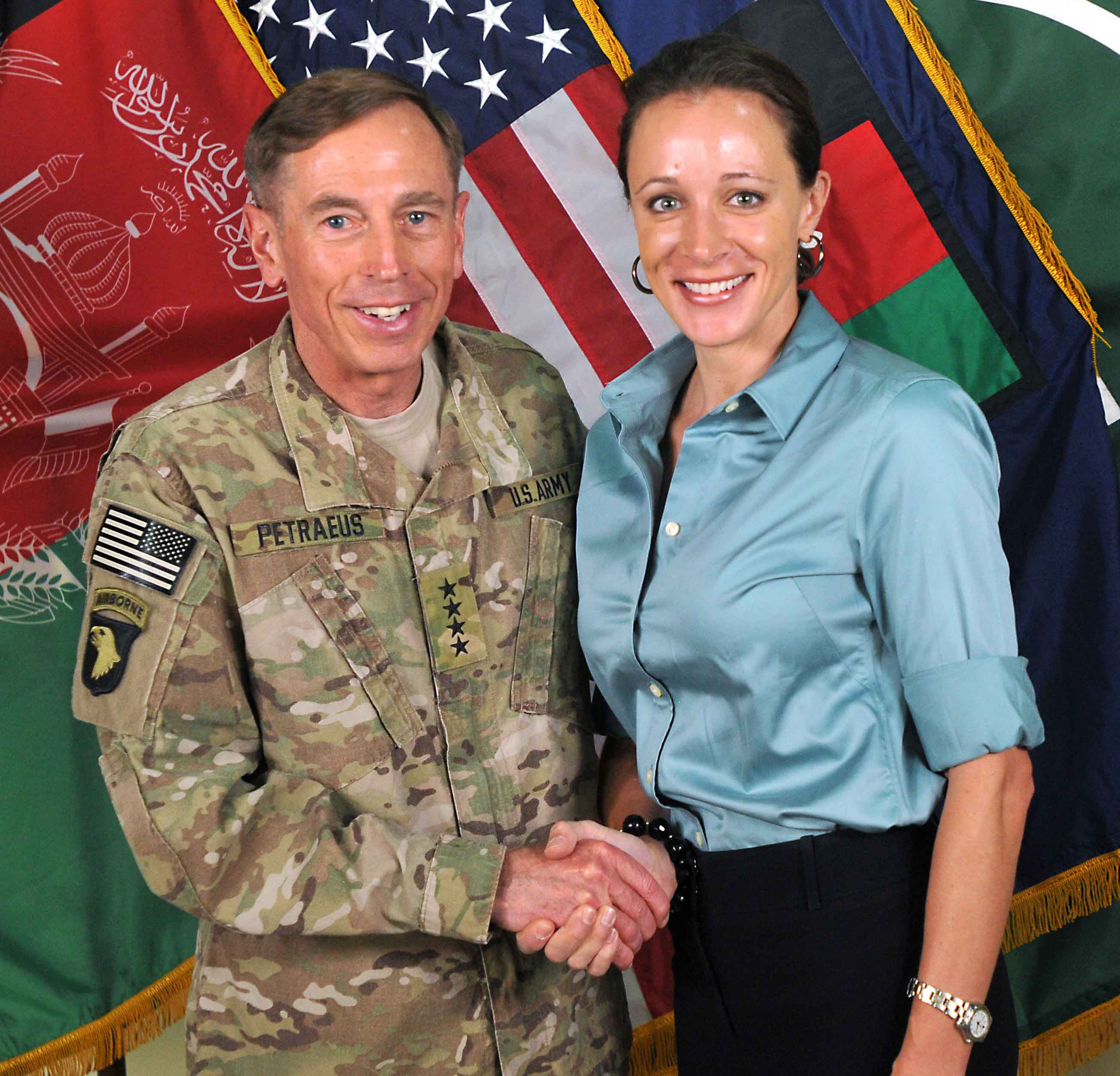
Paula Broadwell et le général David Petraeus, le 13 juillet 2011.

Broadwell est également connue pour son affaire d'adultère avec David Petraeus, directeur de la CIA à l'époque,,.
Mi-2012, Broadwell envoie des emails relevant du harcèlement au général Petraeus, au général Mattis, au général John Allen, à l'administrateur Harward et au docteur Scott Kelley. À la demande des généraux, le FBI commence des recherches sur les emails de Broadwell, qui contiennent des informations confidentielles sur l'emploi du temps du directeur de la CIA. Le département de la justice lance une enquête d'envergure sur la personne de Broadwell, accusée d'accéder illégalement aux emails du directeur de la CIA et aux informations confidentielles qu'ils contiennent, pour y trouver l'emploi du temps des généraux qu'elle harcèle. Le FBI convoque Broadwell pour une interrogation, et elle admet avoir accédé illégalement aux emails de Petraeus pour harceler ses victimes. Quand elle donne son ordinateur au FBI, on y trouve des documents classés secret défense,. La relation extramaritale de Broadwell et Petraeus est révélée début novembre 2012, et Petraeus démissionne de son poste le 9 novembre.
Quand le scandale devient public, Broadwell s'enferme à Washington chez son frère, Stephen Kranz, et passe un moment loin de son mari et de sa famille. Elle y retourne quand le FBI commence les perquisitions chez elle, à Charlotte, en Caroline du Nord. Les médias ont suivi la façon dont Scott et Paula Broadwell ont tenté de faire revenir leur vie à la normale.
Après les révélations sur sa relation avec Petraeus, Broadwell embauche l'ancienne porte-parole de la Maison-Blanche sous Clinton, Dee Dee Myers, et l'agence de relations publiques The Glover Park Group. Les fondateurs de l'agence avaient servi pendant la présidence de Bill Clinton et la campagne présidentielle de l'ancien vice-président américain Al Gore.